# Ludvika Hockey
Ludvika Hockey Förening, i vardagslag endast Ludvika Hockey, är en ishockeyklubb från Ludvika i Dalarna. Föreningen har sitt ursprung i Ludvika Förening för Idrott och deras ishockeysektion som började spela 1947. Ishockeysektionen avknoppades till en egen förening 1974 och fick namnet Ludvika HC. 1991 gick man samman med Smedjebacken HC till Team S/L. Sammanslagningen varade till 1995 då föreningen återbildades som Ludvika HF.
Föreningen har huvudsakligen spelat i Hockeytvåan och Hockeytrean, men under tiden som Ludvika HC nådde man Division I och spelade där fem säsonger mellan åren 1975 och 1984: 1975/1976, 1977/1978, 1978/1979, 1981/1982 och 1983/1984.
Några av de framgångsrikaste spelarna i föreningens är: Åke Lilljebjörn (Elitserien, Tre kronor), Ronnie Sundin  (Elitserien, Tre kronor) och Jonas Frögren (NHL, KHL, SHL, Tre kronor).